# 后高手小手缚

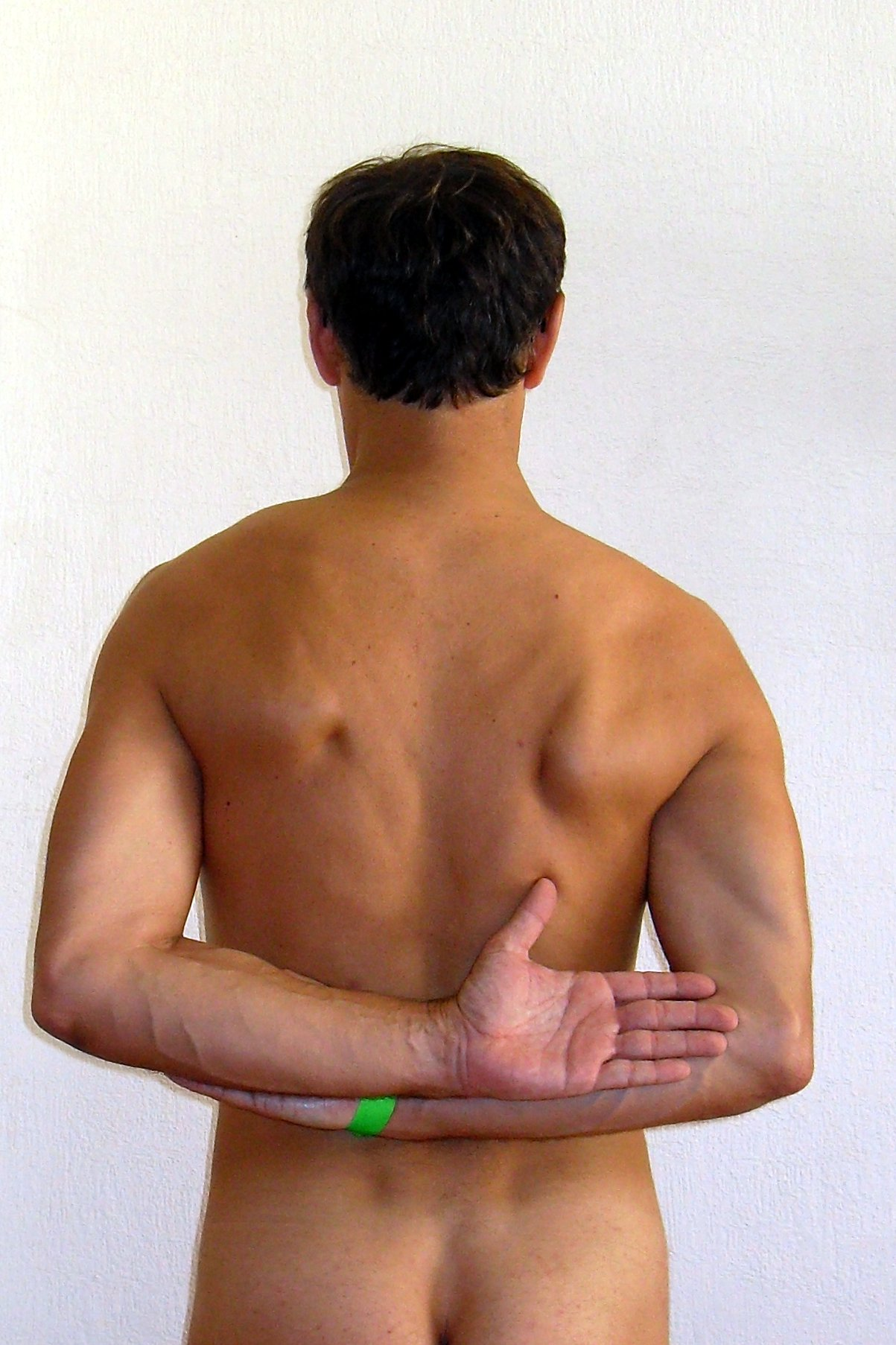

后高手小手缚，是结合手臂和胸部的一种捆绑方式，其中胳膊和手臂被捆绑在背后。后高手小手缚是由後ろ(ushiro)、高手小手（Takatekote）两个日语单词组成，意思为“手臂和胳膊被捆绑”。后高手小手缚最初源于捕绳术，在19世纪末和20世纪初演变成在情色方面使用。
这一种捆绑方式很容易保持并且安全，经常用于复杂的捆绑，对象在位置上需要保持很长一段时间。